# Sant Pau jos Vescamps
Saint-Paul-des-Landes és un municipi francès situat al departament de Cantal i a la regió d'Alvèrnia-Roine-Alps. L'any 2007 tenia 1.366 habitants.

## Demografia

### Població
El 2007 la població de fet de Saint-Paul-des-Landes era de 1.366 persones. Hi havia 535 famílies de les quals 105 eren unipersonals (43 homes vivint sols i 62 dones vivint soles), 176 parelles sense fills, 219 parelles amb fills i 35 famílies monoparentals amb fills.
La població ha evolucionat segons el següent gràfic:
Habitants censats

### Habitatges
El 2007 hi havia 611 habitatges, 547 eren l'habitatge principal de la família, 40 eren segones residències i 24 estaven desocupats. 584 eren cases i 27 eren apartaments. Dels 547 habitatges principals, 463 estaven ocupats pels seus propietaris, 75 estaven llogats i ocupats pels llogaters i 9 estaven cedits a títol gratuït; 12 tenien dues cambres, 44 en tenien tres, 156 en tenien quatre i 335 en tenien cinc o més. 436 habitatges disposaven pel capbaix d'una plaça de pàrquing. A 186 habitatges hi havia un automòbil i a 313 n'hi havia dos o més.

### Piràmide de població
La piràmide de població per edats i sexe el 2009 era:
| Homes | Edats   | Dones |
| ----- | ------- | ----- |
| 0     | 95 o +  | 0     |
| 0     | 90 a 94 | 4     |
| 4     | 85 a 89 | 4     |
| 8     | 80 a 84 | 0     |
| 20    | 75 a 79 | 32    |
| 24    | 70 a 74 | 40    |
| 36    | 65 a 69 | 28    |
| 28    | 60 a 64 | 28    |
| 16    | 55 a 59 | 20    |
| 56    | 50 a 54 | 36    |
| 24    | 45 a 49 | 44    |
| 48    | 40 a 44 | 40    |
| 44    | 35 a 39 | 56    |
| 48    | 30 a 34 | 32    |
| 28    | 25 a 29 | 28    |
| 40    | 20 a 24 | 20    |
| 48    | 15 a 19 | 32    |
| 44    | 10 a 14 | 36    |
| 16    | 5 a 9   | 28    |
| 44    | 0 a 4   | 16    |

## Economia
El 2007 la població en edat de treballar era de 867 persones, 674 eren actives i 193 eren inactives. De les 674 persones actives 645 estaven ocupades (338 homes i 307 dones) i 30 estaven aturades (12 homes i 18 dones). De les 193 persones inactives 89 estaven jubilades, 60 estaven estudiant i 44 estaven classificades com a «altres inactius».

### Ingressos
El 2009 a Saint-Paul-des-Landes hi havia 568 unitats fiscals que integraven 1.419,5 persones, la mediana anual d'ingressos fiscals per persona era de 18.341 €.

### Activitats econòmiques
Dels 48 establiments que hi havia el 2007, 1 era d'una empresa alimentària, 5 d'empreses de fabricació d'altres productes industrials, 7 d'empreses de construcció, 8 d'empreses de comerç i reparació d'automòbils, 2 d'empreses de transport, 3 d'empreses d'hostatgeria i restauració, 2 d'empreses financeres, 2 d'empreses immobiliàries, 4 d'empreses de serveis, 11 d'entitats de l'administració pública i 3 d'empreses classificades com a «altres activitats de serveis».
Dels 17 establiments de servei als particulars que hi havia el 2009, 1 era una oficina de correu, 1 una oficina bancària, 2 tallers de reparació d'automòbils i de material agrícola, 1 autoescola, 1 guixaire pintor, 2 fusteries, 4 lampisteries, 3 perruqueries, 1 veterinari i 1 restaurant.
Dels 3 establiments comercials que hi havia el 2009, 1 era una botiga de més de 120 m², 1 una fleca i 1 una carnisseria.
L'any 2000 a Saint-Paul-des-Landes hi havia 20 explotacions agrícoles que ocupaven un total de 1.470 hectàrees.

## Equipaments sanitaris i escolars
L'únic equipament sanitari que hi havia el 2009 era una farmàcia.
El 2009 hi havia una escola elemental.

## Poblacions més properes
El següent diagrama mostra les poblacions més properes.